# Uresiphita antipodea
Uresiphita antipodea là một loài bướm đêm trong họ Crambidae.